# 獸兵衛忍風帖
《獸兵衛忍風帖》（日语：獣兵衛忍風帖，英語：Ninja Scroll），是川尻善昭執導的一部日本動畫電影，以忍者和武士活躍的江戶時代為背景，身為無主忍者的主角牙神獸兵衛鍥而不捨地追查，終於破解龐大忍者集團的陰謀。
2003年，製作並播出了13集的電視版動畫《獸兵衛忍風帖 龍寶玉篇》。以某小國王女的王位繼承戰為故事主軸，不過真正提到這部分的僅有後面數集。中間幾集穿插不死人挑戰主角獸兵衛與江戶武士密探半藏。本作就某方面來說是帶有偵探意味的推理故事，由於是在電視上播映，整體畫風也與電影版有所差異。
DVD在美國上市至今已狂銷80萬片以上。2006年由美國漫畫家J. Torres改編成漫畫版並開始連載。目前已完成三段式短篇型態新作《獸兵衛忍風帖BURST》，但至2024年為止尚未正式上映。

## 電影版《獸兵衛忍風帖》
以忍者和武士活躍的日本德川幕府時代為背景。《獸兵衛忍風帖》就某方面來說是川尻善昭導演融合了對自己影響甚大的山田風太郎忍者小說作品，以及橫山光輝忍者漫畫元素的故事。故事本身為高年齡層走向，畫風帶有川尻執導作品一貫的妖艷及情色風格。

## 劇情概要
故事以忍者和武士活躍的日本江戶時期為背景，描述一名無主忍者牙神獸兵衛，在全日本流浪途中，來到日本東北的小藩鎮『望月藩』，並在因緣際會下，邂逅了美麗的女忍者陽炎。獸兵衛被朝廷密探濁庵用計下毒，因而以解毒為交換條件，被迫委託調查一樁傳染病事件，後來發現背後其實另有陰謀。有人故意散播席捲許多村莊的瘟疫，此舉乃是用來遮蓋海灣沉船上的黃金。獸兵衛想抽身而退，卻不捨陽炎無人保護，因此對上了一群忍者集團。獸兵衛連斬七名忍者後，自己也筋疲力竭，奄奄一息，後來發現這是昔日忍者首領冰室弦馬的陰謀，在燃燒火焰即將沉沒船隻中，雙方展開對決。在下沉的滿船黃金及人的欲望橫流中，最後能活下來的是誰？

## 登場人物

#### 主角與同伴
牙神獣兵衛（きばがみ じゅうべえ）
配音：山寺宏一
主角，劍術高超且重情義的無主忍者。因被濁庵下毒不得不配合其調查滅村慘案，因而發現鬼門八人眾的陰謀。在相處過程中與陽炎互相產生情愫，並在斬殺鬼門八人眾後帶著陽炎的遺物繼續流浪。
陽炎（かげろう）
配音：篠原恵美
甲賀女忍者，從小因被拿來試毒而全身帶有劇毒，也因此毒素無法對其產生作用。受藩主之命調查滅村慘案，甲賀忍眾除陽炎卻皆被八人眾滅口，在與獸兵衛配合過程逐漸產生情愫，願獻身供其解毒卻被拒絕，最終死於弦馬刀下。
濁庵（だくあん）
配音：青野武
幕府派來調查滅村慘案的密探，擅長偽裝的老人，在賞金聘請獸兵衛不成的情況對其下毒迫使獸兵衛接受委託，最終與獸兵衛合力將載滿黃金的船沉入海中。

#### 鬼門八人衆
冰室弦馬（ひむろ げんま）
配音：郷里大輔
具有強大的再生能力，左臂有鋼鐵護甲，為八人眾之首，擅長徒手搏擊。曾被獸兵衛斬首但卻因其能力存活下來，易容成藩主騙取陽炎信任後將其刺殺，最終因融化的黃金包裹其身而沉入海中。是最後死亡的八人眾。
鐵齋（てっさい）
配音：大友龍三郎
力大無窮的巨漢，體表覆蓋一層石質或金屬質硬皮，能夠抵擋一定程度攻擊。擅長迴旋刀，在試圖侵犯陽炎時中毒後被獸兵衛斬殺。為第一個死亡的八人眾。
靜寂 （シジマ）
配音：大森章督
忍者，能夠潛入陰影伺機攻擊，能夠利用移動速度迅速產生分身，武器為鎖鏈。綁架陽炎時被獸兵衛刺死，為第五個死亡的八人眾。
紅里（べにさと）
配音：高島雅羅
蛇使，能夠利用身上的蛇刺青蠱惑男性，刺青也可以變成真蛇，本身具有蛻皮能力，也能利用蛇製作出分身。戰敗後被擔心洩漏秘密的百合丸電死。為第二個死亡的八人眾。
現夢十郎（うつつ むじゅうろう）
配音：若本規夫
盲人劍士，具有高超的洞察力及劍術。獸兵衛與其交手時落入下風，最終因斬擊被陽炎的佩刀阻擋而被獸兵衛找到機會反殺。為第四個死亡的八人眾。
百合丸（ゆりまる）
配音：関俊彦
俊美的男子，擅長操縱鐵線並施加電擊殺死對手，為同性戀並喜歡弦馬，石榴曾對其現殷情但被其拒絕而被懷恨在心，最終與獸兵衛交戰時，被想一併解決掉自己及獸兵衛的石榴炸死。為第六個死亡的八人眾。
石榴（ざくろ）
配音：勝生真沙子
擅長使用身上藏滿的火藥，臉部有疤的女忍者，利用甲賀組隊長變成人體炸彈，險些炸死獸兵衛與陽炎。後因懷恨在心炸死百合丸，最終在濁庵及獸兵衛的火攻配合下爆炸而死。為第七個死亡的八人眾。
蟲藏（むしぞう）
配音：野本礼三
能夠操縱毒蜂，背上長著一個蜂巢狀構造用以飼養，被獸兵衛斬斷一隻腳後落水，蜂群因想逃生而衝破身體而死。為第三個死亡的八人眾。

#### 其他人物
道陣（どうじん）
配音：永井一郎
蒙面武士
配音：阪脩
半佐（はんざ）
配音：森功至
源八（げんぱち）
配音：屋良有作
新九郎（しんくろう）
配音：菅原淳一
榊兵部（さかき ひょうぶ）
配音：森山周一郎

## 影響
川尻善昭與《獸兵衛忍風帖》被收錄在曾主持Podcast節目「吉卜力圖書館」（Ghibliotheque）、撰寫《吉卜力電影完全指南》的廣播人兼作家麥可．里德（英語：Michael Leader）和製片兼作家傑克．康寧漢（英語：Jake Cunningham）著作的《日本經典動畫指南》（英語：The Ghibliotheque Anime Movie Guide: The Essential Guide to Japanese Animated Cinema），做為介紹日本動畫歷史80年期間30名位導演與30部經典動畫的案例。

## 資料來源
1. ↑  （英文）美國漫畫版《獸兵衛忍風帖》的介紹網頁 （页面存档备份，存于）
2. ↑  . アニメ!アニメ!. イード. 2014-10-21  [2022-09-04].
3. ↑  Michael Leader, Jake Cunningham. . 博客來. 2023-08-02  [2023-08-10]. （原始内容存档于2023-08-11） （中文（臺灣））.